# Tafjord
De Tafjord is een fjord in Noorwegen, in de gemeente Norddal, provincie Møre og Romsdal. Het is een zijtak van de Norddalsfjord.

## Geschiedenis
Toen Olaf II van Noorwegen in 1028 vluchtte om te ontsnappen aan de troepen van Knoet de Grote, trok hij met zijn mannen langs de Tafjord onderweg naar zijn ballingschap in Rusland.

## Ramp
Een aardverschuiving, waardoor circa 3 miljoen kubieke meter steen in de fjord stortte, veroorzaakte op 7 april 1934 een tsunami in deze fjord. De tsunami kostte aan 40 mensen langs de kust van de fjord het leven.